# Габриеле Посанер
Габриеле Барбара Мария Посанер фон Ерентал (на немски: Gabriele Barbara Maria Possanner von Ehrenthal) е първата жена-лекар, която практикува в Австрия.

## Биография
Родена е на 27 януари 1860 г. в Пеща, Австрийска империя. Дъщеря е на австрийския юрист Бенямин Посанер и живее в шест различни града до 20-годишна възраст поради честото местене на баща ѝ, свързано с работата му. През октомври 1880 г. той е назначен за Началник на отдел при имперската съкровищница във Виена, а семейството му, включително Габриеле се установява в града. Завършва Академична гимназия през 1887 г. във Виена.
Габриеле отначало работи като обществен лекар в Босна и Херцеговина, където мюсюлманските жени отказват да бъдат преглеждани от мъже-лекари. През 1894 г. завършва медицина в Цюрихския университет, но през 1897 г. взема изпита си viva voce (вербална защита на тезата си) пред виенските лекари, като така се квалифицира да практикува като лекар в Австрия. Така става първата жена, която завършва медицина във Виенския университет през 1897 г. След това тя е единствената лекарка в Австро-унгарска болница до 1903 г. В Австро-Унгария има и други жени, които са завършили преди Поснер, но те не работят в болница. Една от тях е унгарката Вилма Хугонай, която завършва медицина в Цюрих през 1879 г., но едва пред 1897 г. ѝ е позволено да практикува като лекар, но си отваря частна практика. Габриеле Посанер умира на 14 март 1940 г. във Виена.

## Завет
През 1960 г. улица в Хицинг е преименувана на Посанергасе в чест на Габриеле. През 2004 г. парк в 9-и виенски район е наречен на нейно име – парк Габриеле-Посанер. Освен това съществува ѝ Институт за интердисциплинарни изследвания „Габриеле Посанер“ в 21-ви район на Виена.
На нейно име е учредена Държавна награда „Габриеле Посанер“ (на немски: Gabriele-Possanner-Staatspreis), която държавата дава за феминистки изследвания в Австрия. Учредена е през 1997 г. и се дава на всеки две години от Федералното министерство на науката и изследванията.